# چارلی فریث (بازیکن فوتبال)
چارلی فریث (انگلیسی: Charlie Frith; ۲۸ مهٔ ۱۸۶۸ – ۲۸ اوت ۱۹۴۲) بازیکن فوتبال بود.
از باشگاه‌هایی که در آن بازی کرده‌است می‌توان به باشگاه فوتبال گریمزبی تاون اشاره کرد.